# Иоанн (Шаховской)
Архиепископ Иоанн (в миру князь Дмитрий Алексеевич Шаховской; 23 августа [5 сентября] 1902, Москва — 30 мая 1989, Санта-Барбара, Калифорния, США) — епископ Православной церкви в Америке, архиепископ Сан-Францисский и Западно-Американский. Проповедник, писатель, поэт. Автор многочисленных религиозных трудов, часть которых издана в переводах, на английском, немецком, сербском, итальянском и японском языках.

## Биография

### Семья, детство, юность
Представитель тульской ветви рода Шаховских, правнук князя Ивана Леонтьевича. Мать Анна Леонидовна (урождённая Книнен; 1872 — 26 августа 1963) — правнучка архитектора Карло Росси. Сестра — Зинаида (1906—2001) — писательница, мемуаристка, известный журналист.
Учился в гимназии Карла Мая в Санкт-Петербурге. В 1912 году поступил в школу Левицкой в Царском Селе. В 1915 году принят в Императорский Александровский лицей, где учился до 1917 года.
Анатолий Краснов-Левитин так описывает судьбу юного князя Шаховского в период революции и гражданской войны:

1917 год перевернул всё вверх дном. Князь едет к себе в деревню, в Тульскую губернию. И здесь всё вверх дном. Бунт, мятежи. Княгиню с сыном увозят в тюрьму, заложницей остаётся одиннадцатилетняя сестра княжна Зина. А у княгини с сыном с этого времени начинается бурный период в их биографии. Их сажали и освобождали, и опять сажали. Мальчику Димитрию в это время пришлось испытать столько, сколько ни одному из его предков после времени татарского ига. И отрок-князь проявляет в это время незаурядные способности: достаточно сказать, что в 17 лет ему пришлось побывать в логове зверя, у Дзержинского и у Менжинского, хлопотать за родную мать, которая в это время была в Бутырках и, конечно, каждую минуту ожидала расстрела. И совершилось чудо: княгиню освободили.
(Впрочем, 17 лет Дмитрию Шаховскому исполнилось, когда он уже находился на Юге России, так что во время указанных событий он был ещё младше).
С лета 1918 года был добровольцем в белой армии генерала А. И. Деникина, в боях под Царицыным получил контузию.
В 1919 году поступил в Севастопольскую морскую телеграфную школу, по окончании которой был зачислен на Черноморский флот — радистом на крейсер «Алмаз». Летом 1920 года, как не достигший 18-летнего возраста, переведён радистом в Русское общество пароходства и торговли.
Эмигрировал в Константинополь, затем во Францию. Учился в Свободной школе политических наук в Париже. В 1922 году переселился в Бельгию, где в 1926 году окончил историко-филологический факультет Лёвенского университета.
В 1926 году основал и редактировал в Брюсселе литературный журнал «Благонамеренный», сотрудничал с русскими изданиями. Публиковал стихи под псевдонимом «Странник».

### Служение в Сербии и Франции

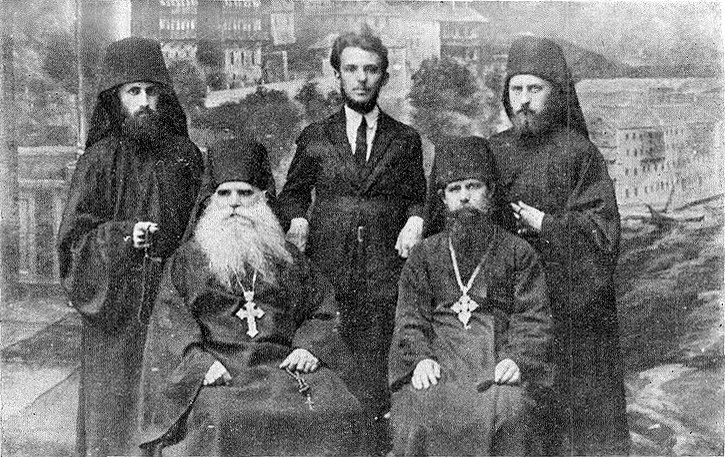
Дмитрий Шаховской перед постригом. Слева и справа от него стоят монахи Василий (Кривошеин) и Софроний (Сахаров). Сидят: духовник монастыря схиархимандрит Кирик (Максимов) и иеромонах Тихон (Троицкий).

5 сентября 1926 года (в день своего 24-летия) в Пантелеимоновом монастыре на Афоне по благословению епископа Вениамина (Федченкова) был пострижен в монашество с именем Иоанн в честь апостола Иоанна Богослова.
Вернулся во Францию и 1 ноября того же года поступил в Свято-Сергиевский богословский институт в Париже.
8 декабря 1926 года в Александро-Невском кафедральном соборе в Париже рукоположён митрополитом Евлогием (Георгиевским) в сан иеродиакона.
В начале 1927 года он выехал в Королевство сербов, хорватов и словенцев (с 1929 года — Югославия) к епископу Вениамину (Федченкову), назначенному Перовоиерархом РПЦЗ митрополитом Антонием (Храповицким) на должность начальника богословско-пастырских курсов и настоятеля русского прихода в городе Белая Церковь, в связи с чем перешёл в РПЦЗ. Некоторое время жил в сербском монастыре Петковица близ города Шабац.
6 марта 1927 года епископом Вениамином (Федченковым) в сербском городе Белая Церковь был рукоположён в сан иеромонаха, после чего состоял помощником настоятеля храма при Крымском кадетском корпусе в Белой Церкви.
После ухода епископа Вениамина на покой в Петковицкий монастырь, с 1 сентября 1927 года стал настоятелем Георгиевского храма и законоучителем кадетского корпуса.
Не одобрил решение епископа Вениамина о переходе в каноническое подчинение Заместителю Патриаршего Местоблюстителя митрополита Сергию (Страгородскому); написал письмо митрополиту Сергию, в котором защищал отмежевание от него зарубежного духовенства.
Был строителем и первым настоятелем русского храма святого Иоанна Богослова в Белой Церкви, преподавателем в Пастырской школе (1928—1930), одновременно, директор Православно-миссионерского издательства в этом городе.
В 1930 году вновь переехал в Париж, где перешёл в юрисдикцию Западноевропейского экзархата, возглавляемого митрополитом Евлогием (Георгиевским) (в 1931 году экзархат вошёл в юрисдикцию Константинопольского патриархата). В 1931—1932 годы был разъездным священником во Франции. С 1931 по 1 апреля 1932 года — первый настоятель церкви Всемилостивого Спаса в Аньере.

### Служение в Германии
1 апреля 1932 года был назначен настоятелем Свято-Владимирской церкви в Берлине. Митрополит Евлогий вспоминал об этом времени, что «приход возглавил о. Иоанн Шаховской, человек даровитый, высокого аскетического склада, подвижнического духа, пламенный миссионерский проповедник. Он привлёк сердца; приход ожил и процвёл».
Сам архиепископ Иоанн вспоминал об этом периоде своей жизни:

Мой берлинский приход св. кн. Владимира был не только местом моей приходской работы, но … стал центром работы печатной, миссионерской и благовестнической. За эти годы пришлось издать много книг и посетить все, кроме Албании, страны Европы со словом благовествования людям русского рассеяния. Особенно утешительными и плодотворными были мои лекционные поездки в Латвию, Эстонию и Финляндию, где оставалось коренное русское население.

18 мая 1935 года возведён в сан игумена. С 26 мая 1936 года — благочинный приходов Экзархата митрополита Евлогия в Германии, со 2 мая 1937 года — архимандрит.
Издавал и редактировал журнал «За Церковь», основал одноимённое православное издательство. В 1937 был духовным руководителем добровольческой русской роты в рядах армии генерала Франсиско Франко во время гражданской войны в Испании. Деятельность «евлогианских» приходов в Германии вызывала негативное отношение со стороны нацистских властей, считавших их недостаточно лояльными и предпочитавших контактировать с РПЦЗ. Однако он отказался вновь менять юрисдикцию, хотя и был вынужден в 1942 году войти в состав епархиального совета Германской епархии РПЦЗ как представитель приходов, оставшихся в ведении митрополита Евлогия.
Одним из самых противоречивых решений Иоанна (Шаховского) стало его первоначальное отношение к нападению нацистской Германии на Советский Союз. Он, как и часть эмиграции, был подвержен иллюзиям, видя в начавшейся войне начало конца Советского Союза. Выступая в выходившей в Германии газете «Новое слово» 29 июня 1941 года, он писал:

Промысл избавляет русских людей от новой гражданской войны, призывая на землю силы исполнить своё предназначение. Право на операцию свержения 3-го Интернационала поручается искусному, опытному в науке своей германскому хирургу. Лечь под его хирургический нож тому, кто болен, не зазорно. Операция началась. Неизбежны страдания, ею вызываемые. Но невозможно было провидению долее ожидать свержения 3-го Интернационала рукою сосланных и связанных на всех местах русских людей… Понадобилась профессиональная, военная, испытанная в самых ответственных боях железно точная рука германской армии. Ей ныне поручено сбить красные звезды со стен русского Кремля, она их собьёт, если русские люди не собьют их сами. Эта армия, прошедшая своими победами по всей Европе, сейчас сильна не только мощью своего вооружения и принципов, но и тем послушанием высшему зову, Провидением на неё наложенному сверх всяких политических и экономических разсчетов. Сверх всего человеческого действует меч Господень.

Позднее архимандрит Иоанн благоразумно не делал подобных заявлений. Напротив, 24 июля 1944 года в Берлине он тайно отслужил службы о здравии тех, кто в опасности, и об упокоении душ уже убитых католиков, протестантов, православных, принимавших участие в заговоре 20 июля с целью убийства Гитлера, что с точки зрения Православной церкви являлось неканоничным (за инославных положена только частная, а не церковная молитва).
С 31 января 1942 по 1 октября 1945 года — член епархиального совета Германской епархии РПЦЗ в качестве представителя от евлогианских приходов. В 1942—1943 годы — преподаватель пастырского богословия на Православных богословских курсах в Берлине.

### В США
В феврале 1945 года переехал в Париж, а в начале 1946 года — в США.
7 марта 1946 года уволен из клира Западноевропейского экзархата и в том же году принят в юрисдикцию Северо-Американской митрополии (в 1970 году признана Московским патриархатом как автокефальная Православная церковь в Америке).
С 1946 по 1947 годы был настоятелем храма в Лос-Анджелесе.
После собора в ноябре 1946 года в Кливленде был противником присоединения митрополии к Московской патриархии.
11 мая 1947 года рукоположён в сан епископа Бруклинского, викария митрополита Феофила (Пашковского). В том же году назначен ректором Свято-Владимирской духовной семинарии.
С 1948 года периодически, с 1951 года — регулярно, а с 1953 года еженедельно на протяжении сорока лет вёл на радиостанции «Голос Америки» передачу «Беседы с русским народом».
С 1950 года — епископ Сан-Францисский и Западно-Американский.
В 1961 году возведён в сан архиепископа.
Заведовал Южноамериканской епархией и заграничными делами Митрополии. Активный участник экуменического движения, член Всемирного совета церквей.
В 1964 году с известным в Зарубежье списком Казанской иконой Божией Матери посещал Русский центр Фордемского университета в Нью-Йорке.
14 мая 1975 году временно ушёл на покой по болезни, а с 1978 года постоянно находился на покое. Жил в Санта-Барбаре. По-прежнему выступал на радио, вёл переписку. Скончался 30 мая 1989 года на покое в Санта-Барбаре. Был похоронен на сербском кладбище в пригороде Сан-Франциско.

## Творчество
Владыка Иоанн занимался литературным творчеством — прозаическим и поэтическим — под псевдонимом Странник — ещё с тех времён, когда не был рукоположён. Александр Карпенко считает его поэзию родственной лирике Тютчева. Анатолий Краснов-Левитин писал про труды архиепископа:

Его книги читают и эмигранты, попадают они и в Россию. Владыка всегда выбирает очень актуальные темы. Такова его книга о Льве Николаевиче Толстом. Таковы его книги, появившиеся за последнее время, в которых Владыка откликается на все актуальные вопросы нашего времени. При этом надо отметить одну характерную черту Владыки Иоанна: он никогда не опускается до вульгарной полемики, с личными выпадами, с грубостями в адрес идейных противников. Он всегда сохраняет корректный, доброжелательный тон. Владыка, разумеется, всегда пишет как православный епископ. Его православие органично: оно пропитывает все его мысли и чувства. И наряду с этим, широта: он может всегда понять противника, и, чувствуется, его уважает и питает к нему христианские чувства. Таковы же его воспоминания. Никакого пристрастия, никаких опрометчивых суждений.